# Oiquina
Oiquina es una localidad española del municipio de Zumaya, perteneciente a la provincia de Guipúzcoa, en la comunidad autónoma del País Vasco.

## Toponimia
El nombre del lugar puede aparecer referido con las grafías «Oiquina» «Oikia» y «Oikina».

## Geografía
El lugar se encuentra en la ribera occidental del río Urola.

## Historia
Hacia 1860, el valle tenía contabilizada una población de 270 habitantes. Aparece descrito en el Diccionario histórico-geográfico-descriptivo de los pueblos, valles, partidos, alcaldías y uniones de Guipúzcoa (1862) de Pablo de Gorosábel con las siguientes palabras:

OIQUINA: valle de la jurisdiccion de la villa de Zumaya, partido judicial de Azpeitia, arciprestazgo mayor, antiguo obispado de Pamplona. Se halla situado en la ribera occidental del rio Urola entre el concejo de Aizarnazabal y el barrio de Artadi en una vega fértil y agradable; distante del cuerpo de la villa de Zumaya como unos tres cuartos de legua. Su posicion geográfica es á los 1 gr. 28 min. 30 seg. de longitud oriental, 43 gr. 16 min. 48 seg. de latitud septentrional. Es poblacion enteramente rural compuesta de caseríos esparramados de labranza con 270 habitantes; y por consiguiente no tiene calle alguna. Oiquina depende de la jurisdiccion de la villa de Zumaya desde la fundacion de esta villa, en cuyos términos fué incluida; y como barrio suyo ha carecido de ayuntamiento, sin haber tenido otra autoridad local que un jurado. En la actualidad tiene alcalde pedáneo, dependiente dle principal de Zumaya, nombrado por el gobernador de la provincia á propuesta del mismo con arreglo á la ley general del reino. Su iglesia parroquial es de la advocacion de San Bartolomé; y se hlla servida por un vicario, cuya representacion hace el rector de la de Aizarnazabal en hijo patrimonial del valle á consentimiento de sus vecinos. Oiquina, á una con el concejo de Aizarnazabal, trató de separarse de la jurisdiccion de Zumaya agregándose á la de Cestona; á cuyo efecto otorgaron la competente escritura de concordia con esta por los años de 1480. Zumaya se opuso á semejante segregacion, por lo que, seguido un pleito ante las juntas de la provincia y en apelacion en el consejo real, fué amparada en la posesion de este valle, así como del citado concejo; cuya real carta ejecutoria fué librada en Tordesillas á 9 de noviembre de 1486. Desde el año de 1680 en adelante tuvieron otras diferencias con la villa de Zumaya; las cuales se decidieron en el de 1698 en los términos que se expresarán en la descripcion de la misma villa. Se renovaron ella en el de 1818; pero su resultado no fué mas favorable á Oiquina, segun se manifestará tambien en el mismo artículo. El terreno que ocupa este valle es fértil, y produce buenas cosechas particularmente de maiz y manzana; y en su territorio hay una fábrica de cal hidráulica bien montada, y dos molinos harineros. Oiquina es pátria de D. Baltasar de Echave, oidor de la real audiencia de Méjico, autor de la obra titulada Discursos de la antigüedad de la lengua cántabro-vascongada, que fué impresa en la misma ciudad el año de 1607.
(Gorosábel, 1862, pp. 329-330)

En 2023, la entidad singular de población tenía empadronados 357 habitantes y el núcleo de población, 162.

## Patrimonio
Hay en el barrio una iglesia de San Bartolomé.